# Odyseja Asteriksa
Odyseja Asteriksa (fr. L’Odyssée d’Astérix) – dwudziesty szósty tom o przygodach Gala Asteriksa. Autorem scenariusza i rysunków jest Albert Uderzo. Komiks ukazał się po raz pierwszy w 1981 r.
Pierwsze polskie wydanie (w tłumaczeniu Jolanty Sztuczyńskiej) pochodzi z 1996 r.

## Fabuła
Kajus Upartus, szef tajnej policji Cezara, podsuwa swojemu pracodawcy pomysł na rozprawienie się z wioską Asteriksa. Upartus proponuje, by do wioski wysłać druida-szpiega, który zdobędzie od Panoramiksa przepis na magiczny napój, dający nadludzką siłę. Cezar wyraża zgodę na tę misję i druid Zerozerosiódmiks rusza do wioski.
W tym samym czasie Panoramiks z niecierpliwością wypatruje statku fenickiego kupca, Epidemaisa, który miał mu dostarczyć olej skalny – istotny składnik napoju magicznego. Gdy okazuje się, że Fenicjanin zapomniał o tym towarze, druid wpada w stupor. Ratuje go dopiero Zerozerosiódmiks, na którego Asteriks i Obeliks natknęli się w pobliskim lesie.
Galowie decydują, że Asteriks, Obeliks i Zerozerosiódmiks udadzą się do Mezopotamii w towarzystwie Epidemisa, by na miejscu zdobyć olej skalny. Druid-szpieg planuje towarzyszyć dwójce Galów, by zadbać o porażkę ich misji i tym samym umożliwić Cezarowi podbój bezbronnej wioski.

## Nawiązania
- Zerozerosiódmiks (fr. Zérozérosix) jest parodią Seana Connery w roli agenta 007, Jamesa Bonda[6],
- kupiec Drejdł Saul (fr. Saül Péhyé), którego spotykają w podróży Asteriks i Obeliks, jest karykaturą Rene Goscinnego[7][1],
- Kajus Upartus (fr. Caius Soutienmordicus) jest karykaturą francuskiego aktora Bernarda Bliera[1].